# Krzysztof Banasik
Krzysztof Henryk Banasik, pseud. Banan (ur. 19 listopada 1965) – polski muzyk i kompozytor, były członek zespołu Kult i Armia. Gra na waltorni i gitarze, instrumentach klawiszowych, harmonii, w niektórych piosenkach użycza również swojego głosu. Był również członkiem zespołu Let’s Go Rebel.